# 602 (číslo)
Šest set dva je přirozené číslo. Následuje po čísle šest set jedna a předchází číslu šest set tři. Římskými číslicemi se zapisuje DCII a řeckými číslicemi χβ.

## Matematika
602 je:
- Deficientní číslo
- Složené číslo
- Nešťastné číslo

## Astronomie
- (602) Marianna je planetka hlavního pásu, kterou objevil v roce 1906 Joel Hastings Metcalf

## Ostatní
- Software602 je česká softwarová firma

## Roky
- 602
- 602 př. n. l.